# La Frette (Isère)
La Frette ist eine französische Gemeinde mit 1.092 Einwohnern (Stand: 1. Januar 2022) im Département Isère in der Region Auvergne-Rhône-Alpes; sie gehört zum Arrondissement Vienne und zum Kanton Bièvre.

## Geografie
Die Gemeinde La Frette liegt auf dem Plateau de Bièvre am Südhang eines schmalen Ausläufers des Chartreuse-Massivs, etwa 36 Kilometer nordwestlich von Grenoble. Umgeben wird La Frette von den Nachbargemeinden Longechenal im Norden, Bévenais im Osten, Sillans im Südosten, Saint-Étienne-de-Saint-Geoirs im Süden und Südwesten sowie Saint-Hilaire-de-la-Côte im Westen.

## Bevölkerungsentwicklung
| Jahr                       | 1962 | 1968 | 1975 | 1982 | 1990 | 1999 | 2011 | 2021 |
| -------------------------- | ---- | ---- | ---- | ---- | ---- | ---- | ---- | ---- |
| Einwohner                  | 740  | 764  | 729  | 810  | 870  | 822  | 1102 | 1092 |
| Quellen: Cassini und INSEE |      |      |      |      |      |      |      |      |

## Sehenswürdigkeiten
- Kirche Saint-Ours
- Schloss Villardière
- zwei ehemalige öffentliche Waschhäuser (lavoirs)

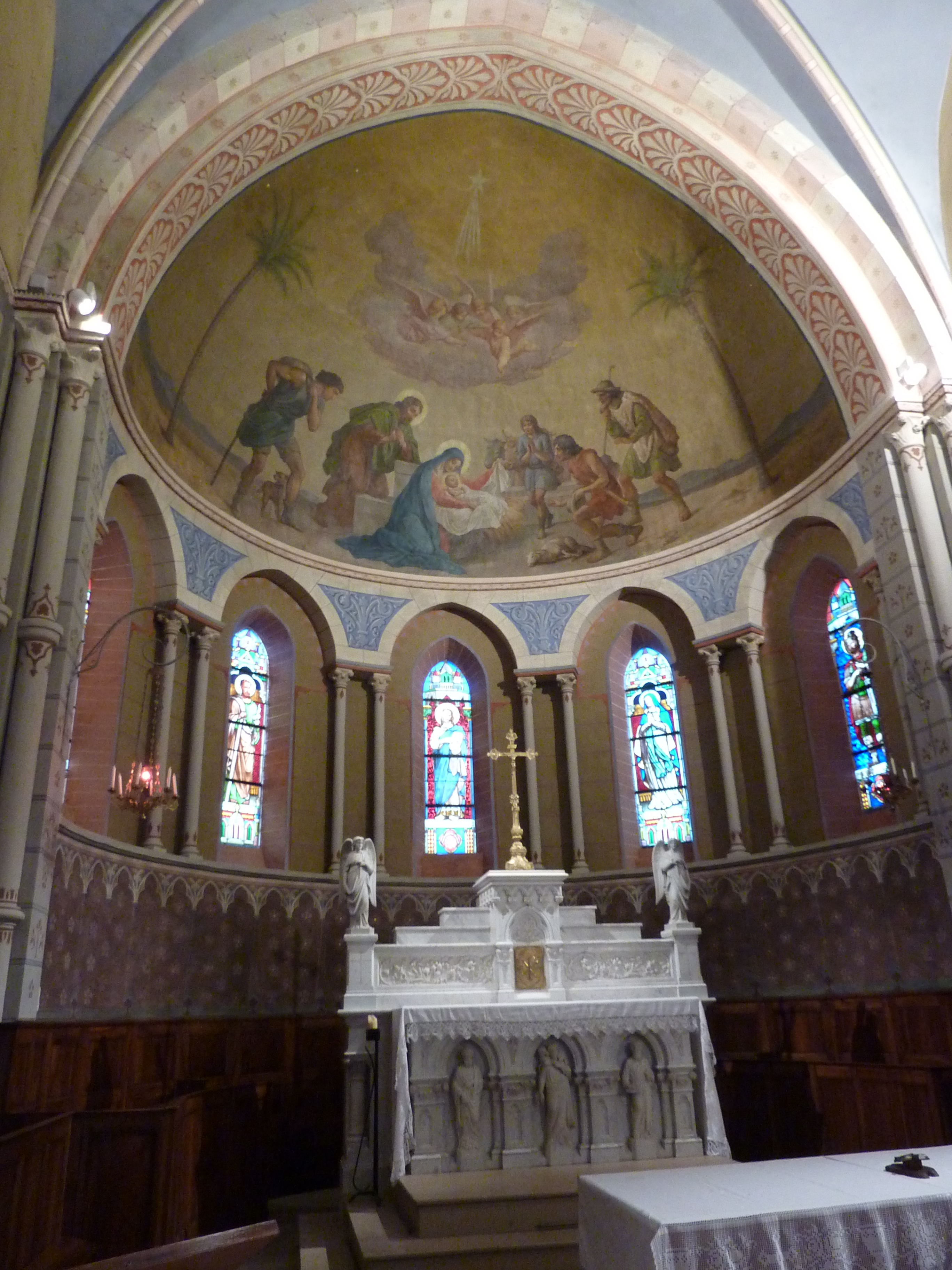
Innenansicht der Kirche Saint-Ours